# Харрисон, Джордж (пловец)
Джордж Прифолд Харрисон (англ. George Prifold Harrison, 9 апреля 1939, Беркли, штат Калифорния, США — 3 октября 2011) — американский пловец, чемпион Олимпийских игр в Риме (1960).

## Спортивная карьера
С 1958 г. трижды выигрывал национальный чемпионат среди любителей (AAU indoor) в закрытом помещении, каждый раз устанавливая национальный рекорд США. С 1956 по 1958 гг. являлся рекордсменом мира на 200-метровке вольным стилем с результатом 2:30.7. На открытой воде он становился чемпионом США в 1955 г. и установил два мировых рекорда на дистанции 400 м вольным стилем. В связи с тем, что эта дисциплина не входила в программу Олимпийских игр до 1964 г. на соревнованиях в Риме (1960) спортсмен был вынужден стартовать на дистанции вдвое короче. В составе эстафетной команды 4×200 он выиграл золотую медаль, при этом сборная США установила новый мировой рекорд (8:10.2). Также становился серебряным призёром Панамериканских игр в Чикаго (1959) на дистанции 400 метров вольным стилем.
По окончании спортивной карьеры работал в компании Lee & Associates (Плезантон, Калифорния), специализируясь на инвестиционной деятельности и брокерских услугах.